# Banowski Młyn
Banowski Młyn (deutsch Bahnau Mühle) war ein Ort in der polnischen Woiwodschaft Ermland-Masuren innerhalb der Landgemeinde Braniewo (Braunsberg) im Powiat Braniewski (Kreis Braunsberg).

## Geographische Lage
Die Ortsstelle Banowski Młyn liegt an der Bahnau (polnisch Banówka) im Nordwesten der Woiwodschaft Ermland-Masuren. Die frühere und heute auf russischem Staatsgebiet gelegene Kreisstadt Heiligenbeil (russisch Mamonowo) ist elf Kilometer in nordwestlicher Richtung entfernt, und bis zur heutigen Kreismetropole Braniewo (deutsch Braunsberg) sind es zwölf Kilometer in westlicher Richtung.

## Geschichte
Bei der seinerzeitigen Siedlung Bahnausche Mühle, nach 1820 Mühle Bahnau und nach 1898 Bahnau Mühle handelte es sich um eine große Wassermühle.
Die Mühle hatte mehrfach wechselnde Eigentümer. Im 17. Jahrhundert war Albrecht von Kalnein langjähriger Erbherr der Bahnauschen Mühle.
Der Gutsbezirk Mühle Bahnau wurde 1874 in den neuen Amtsbezirk Grunenfeld (polnisch Gronówko) im Kreis Heiligenbeil in Ostpreußen aufgenommen. Bahnau Mühle zählte im Jahre 1910 45 Einwohner.
Am 30. September 1928 verzichtete der Gutsbezirk Bahnau Mühle auf Eigenständigkeit, als er sich mit dem benachbarten Gutsbezirk Hohenwalde (polnisch Krzewno) im Amtsbezirk Eisenberg (polnisch Żelazna Góre) zur neuen Landgemeinde Hohenwalde zusammenschloss. Am 12. Juli 1929 wurde korrekterweise Bahnau Mühle aus dem Amtsbezirk Grunenfeld in den Amtsbezirk Eisenberg nachträglich umgegliedert.
In Kriegsfolge kam Bahnau Mühle 1945 mit dem gesamten südlichen Ostpreußen zu Polen und erhielt die polnische Namensform „Banowski Młyn“. Doch konnten Ort und Mühle nicht mehr reaktiviert werden, so dass die Siedlung heute als untergegangen gilt. Ihre Ortsstelle befindet sich in der Gmina Braniewo im Powiat Braniewski, von 1975 bis 1998 der Woiwodschaft Elbląg, seither der Woiwodschaft Ermland-Masuren zugehörig.

## Religion
Bis 1945 war Bahnau Mühle in die evangelische Kirche Eisenberg (polnisch Żelazna Góra) in der Kirchenprovinz Ostpreußen der Kirche der Altpreußischen Union, außerdem in die römisch-katholische Pfarrei in Heiligenbeil (russ. Mamonowo) im Bistum Ermland eingegliedert.

## Verkehr
Zur Ortsstelle von Banowski Młyn führt von Krzewno (Hohenwalde) aus eine Landwegverbindung.